# Киселёв, Михаил Григорьевич
Михаил Григорьевич Киселёв (4 ноября (22 октября) 1911, Мичуринск, Тамбовская область, РСФСР — 9 января 2009) — советский и российский оперный певец (драматический баритон), солист Большого театра, педагог. Народный артист РСФСР (1962).

## Биография
В юности работал слесарем на паровозоремонтном заводе, одновремённо учился на рабфаке, затем поступил в Новосибирский инженерный институт.
Ещё в студенческие годы начал заниматься в вокальном кружке при рабочем клубе. Занял первое место среди певцов во время межсоюзной олимпиады художественной самодеятельности, проходившей в Новосибирске.
Вернувшись в Мичуринск, поступил в музыкальное училище. С третьего курса училища перешёл в Свердловскую (Уральскую) консерваторию (класс Михаила Уместнова). С 1942 солист Свердловского, а с 1944 — времени окончания консерватории — Новосибирского театра оперы и балета (до 1952).
После успешно прошедших проб в 1952 был принят в Большой театр, где исполнял партии Демона, Риголетто, Фигаро, Князя Игоря, Мазепы и мн. др. Первый исполнитель на сцене Большого партий Пеклеванова («Никита Вершинин» Дмитрия Кабалевского, 1955) и Павла Власова («Мать» Тихона Хренникова, 1957).
Одновременно выступал и на эстраде. Гастролировал за рубежом: Франция, Венгрия, ГДР, Италия, Польша, Канада, Болгария.
До последних лет вёл преподавательскую деятельность, в частности, в Оперной студии при ДК МГУ.
Похоронен в Москве на Хованском кладбище.

## Награды
- Два ордена Трудового Красного Знамени (15.09.1959; 03.02.1972)
- Народный артист РСФСР (1962)
- Заслуженный артист РСФСР (26.09.1951)
- Почётная грамота Президиума Верховного Совета РСФСР (25.05.1976)[2]